# Налут
Налут (араб. نالوت) — столиця муніципалітету Налут, Лівія. Населення — 26 256 осіб (на 2010 рік).

## Історія
Колись на місці міста розташовувалося укріплене берберське село — ксар.

## Клімат
Місто знаходиться у зоні, котра характеризується кліматом тропічних пустель. Найтепліший місяць — липень із середньою температурою 27.8 °C (82 °F). Найхолодніший місяць — січень, із середньою температурою 9.4 °С (49 °F).
| Клімат Налута           | Клімат Налута | Клімат Налута | Клімат Налута | Клімат Налута | Клімат Налута | Клімат Налута | Клімат Налута | Клімат Налута | Клімат Налута | Клімат Налута | Клімат Налута | Клімат Налута | Клімат Налута |
| Показник                | Січ.          | Лют.          | Бер.          | Квіт.         | Трав.         | Черв.         | Лип.          | Серп.         | Вер.          | Жовт.         | Лист.         | Груд.         | Рік           |
| Абсолютний максимум, °C | 26            | 32            | 34            | 39            | 41            | 42            | 43            | 43            | 41            | 37            | 32            | 24            | 43            |
| Середній максимум, °C   | 13            | 16            | 19            | 23            | 27            | 32            | 34            | 33            | 31            | 25            | 20            | 15            | 24            |
| Середня температура, °C | 9             | 11            | 13            | 17            | 21            | 25            | 27            | 27            | 25            | 20            | 15            | 10            | 18            |
| Середній мінімум, °C    | 5             | 6             | 8             | 11            | 15            | 19            | 21            | 21            | 19            | 15            | 10            | 6             | 13            |
| Абсолютний мінімум, °C  | −2            | −3            | 0             | 3             | 7             | 11            | 12            | 15            | 11            | 6             | 1             | −2            | −3            |
| Норма опадів, мм        | 10            | 20            | 20            | 10            | 0             | 0             | 0             | 0             | 0             | 10            | 10            | 10            | 130           |
| Днів з дощем            | 1             | 2             | 2             | 1             | 0             | 0             | 0             | 0             | 0             | 1             | 1             | 1             | 13            |
| Вологість повітря, %    | 63            | 54            | 54            | 52            | 47            | 45            | 46            | 48            | 54            | 60            | 59            | 67            | 54            |
| ----------------------- | ------------- | ------------- | ------------- | ------------- | ------------- | ------------- | ------------- | ------------- | ------------- | ------------- | ------------- | ------------- | ------------- |
| Джерело: Weatherbase    |               |               |               |               |               |               |               |               |               |               |               |               |               |

## Галерея

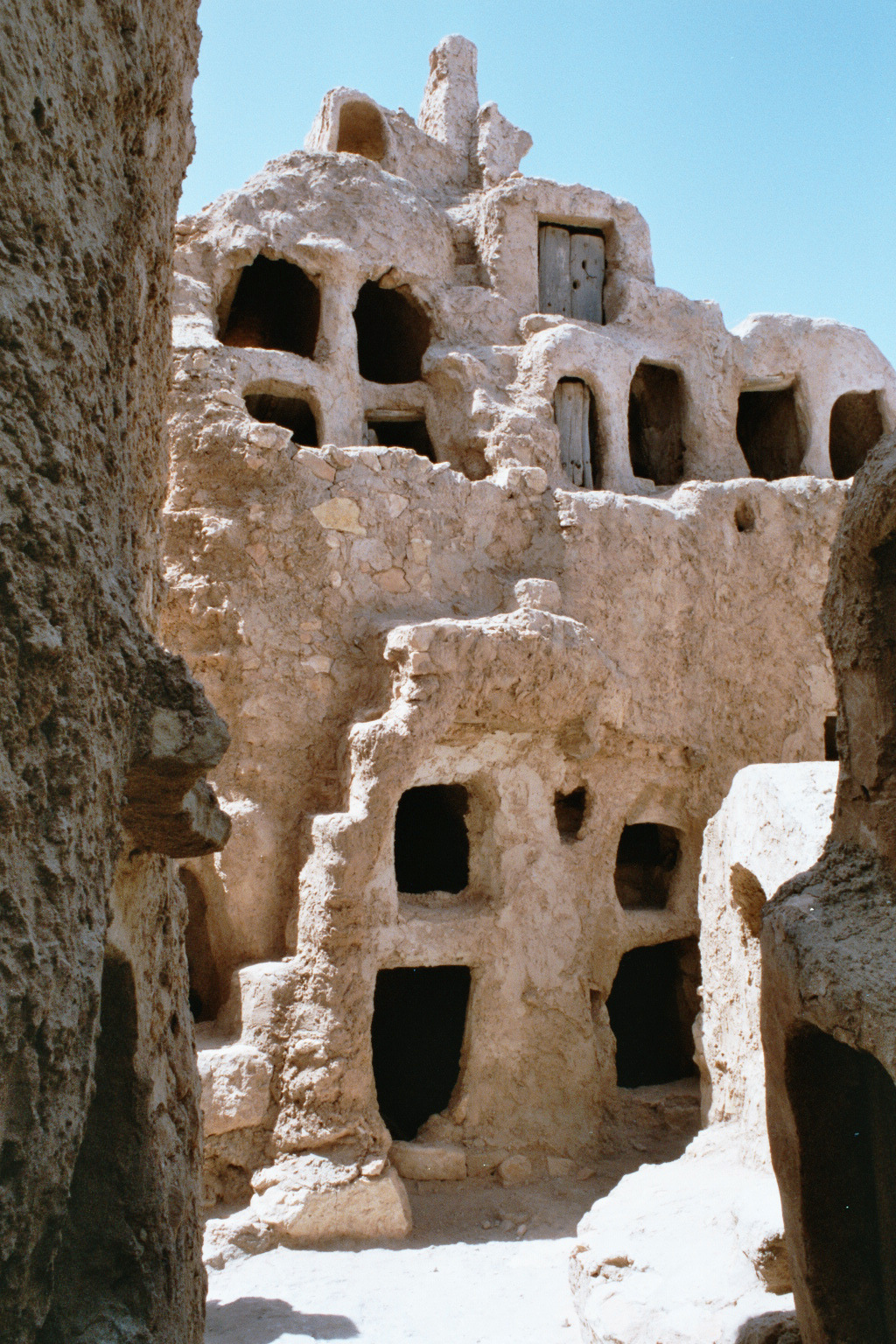
Будова в Налуті.
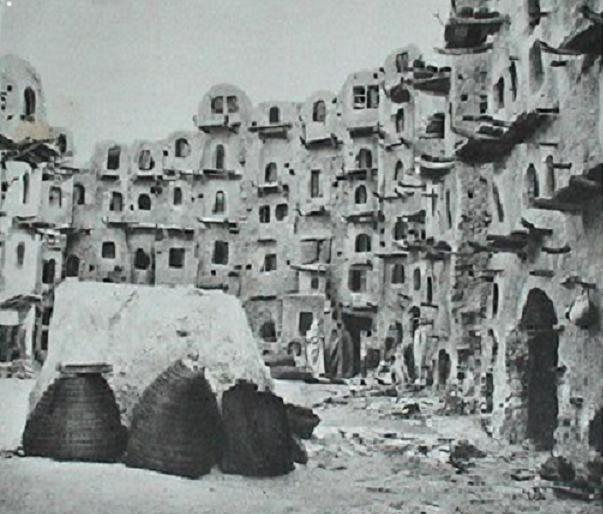
Ксар Налут.
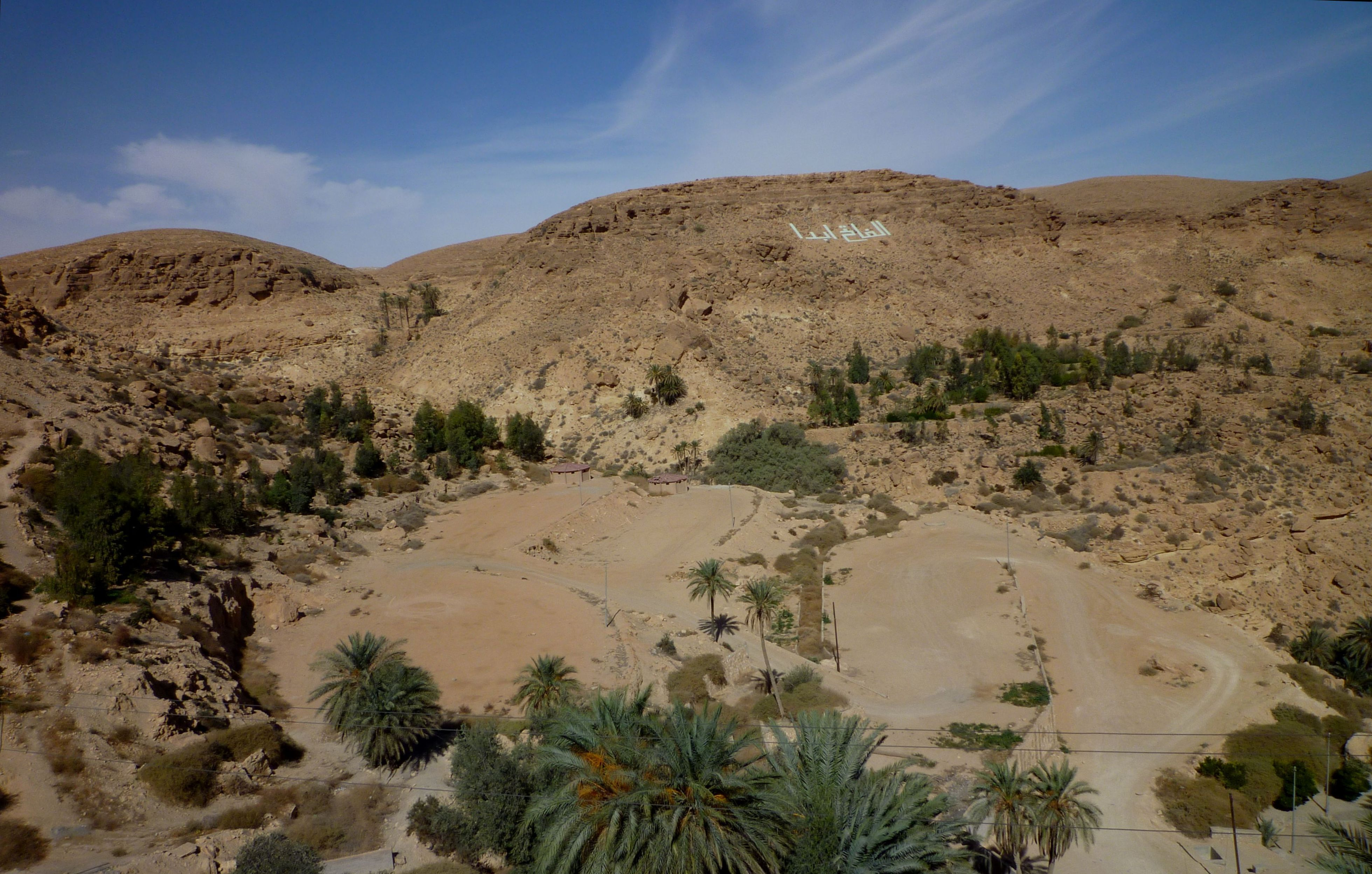
Пейзаж біля міста.